# Meråker
Meråker – norweskie miasto i gmina leżąca w regionie Trøndelag.
Meråker jest 74. norweską gminą pod względem powierzchni.
W mieście jest stacja kolejowa Meråker.

## Demografia
Według danych z roku 2020 gminę zamieszkuje 2413 osób. Gęstość zaludnienia wynosi 1,89 os./km². Pod względem zaludnienia Meråker zajmuje 299. miejsce wśród norweskich gmin.
| ludność stan na 4. kwartał 2020 |         |           |       |
|                                 | kobiety | mężczyźni | razem |
| osób                            | 1179    | 1234      | 2413  |
| %                               | 48,86%  | 51,14%    | 100%  |

| wykształcenie stan na 4. kwartał 2020, osoby powyżej 16 roku życia |        |         |        |        |
|                                                                    | podst. | średnie | wyższe | niezn. |
| osób                                                               | 603    | 943     | 428    | 10     |
| %                                                                  | 30,39% | 47,53%  | 21,57% | 0,50%  |

## Edukacja
Według danych z 2020:
- liczba szkół podstawowych (norw. grunnskolar): 1
- liczba uczniów szkół podst.: 266

## Władze gminy
Według danych na rok 2020 administratorem gminy (norw. rådmann) jest Ole Henrik Fjørstad, natomiast burmistrzem (norw. ordfører, d. borgermester) jest Kjersti Kjenes.